# Браменау
Браменау (нем. Brahmenau) — община в Германии, в земле Тюрингия. 
Входит в состав района Грайц. Подчиняется управлению Ам Браметаль. Население составляет 1008 человек (на 31 декабря 2010 года). Занимает площадь 6,88 км².
Коммуна подразделяется на 3 сельских округа.